# Шаповалов Вітольд Вікторович
Віто́льд Ві́кторович Шапова́лов (нар. 19 січня 1926, Снагість, Курська область, СРСР — серпень 2004 Чернівці, Україна) — український радянський історик, доктор історичних наук (1980), професор (1982). Провідний спеціаліст з історії Франції нового часу. Завідувач кафедри загальної історії Чернівецького університету з 1967 до 1971 року, голова правління товариства «Знання» в Чернівецькій області.

## Біографія
Народився 19 січня 1926 року в селі Снагість Кореневського району Курської області. В 1943 році закінчив школу, в 1944 році призваний до Червоної армії. В березні 1945 року закінчив курси шифрувально-штабної роботи. В 1947 році демобілізований, вступив на факультет історії Чернівецького університету. В 1963 році вступив на однорічну аспірантуру в Московський університет. Тема кандидатської дисертації: «Боротьба французького робітничого класу за безпосередні економічні вимоги і на захист демократичних свобод у 1951—1955 рр.»
З 1967 до 1971 завідувач кафедри загальної історії Чернівецького університету. У 1980-му захистив докторську дисертацію на тему: «Боротьба французького робітничого класу за соціальний прогрес і демократію у роки Четвертої республіки». Захист відбувся в стінах Московського університету. В березні 1982 отримав звання професора.
Помер у серпні 2004 року у місті Чернівці. Похований на Центральному кладовищі.

## Нагороди
- «За перемогу над Німеччиноюю»